# St Kilda Football Club
A St Kilda Football Club, becenevén St Kilda Saints (St Kilda Szentek) ausztrálfutball-klub az ausztráliai Melbourne-ben, Victoria államban. A klub az Ausztrál Futball Ligában (Australian Football League, AFL - az ausztrál futball első vonalú bajnoksága Ausztráliában). Hazai pályája az Etihad Stadion, színei a vörös, a fehér és a fekete.
A klubot 1873-ban alapították, nevét Melbourne St Kilda külvárosáról kapta.
A klub 1877-ben alapítója volt a Victoriai Futball Szövetségnek (Victorian Football Association), majd 1897-ben a Victoriai Futball Ligának, az AFL elődjének.
A St Kilda csak egyszer nyert bajnokságot, az 1966-os szezonban. A 2009-es szezonban „kisbajnok” lett ( a tabella első helyén végzett, de a döntőt a Geelong nyerte). A hivatalos szezon előtti NAB Kupát utoljára 2008-ban nyerte meg.

## Fordítás
- Ez a szócikk részben vagy egészben  a   St Kilda Football Club című angol Wikipédia-szócikk ezen változatának fordításán alapul.  Az eredeti cikk szerkesztőit annak laptörténete sorolja fel. Ez a jelzés csupán a megfogalmazás eredetét és a szerzői jogokat jelzi, nem szolgál a cikkben szereplő információk forrásmegjelöléseként.